# لاورو ده ملو
لاورو ده ملو (پرتغالی: Lauro de Mello؛ زادهٔ ۱۲ سپتامبر ۱۹۴۴) بازیکن فوتبال اهل برزیل بود.
از باشگاه‌هایی که در آن بازی کرده است می‌توان به باشگاه فوتبال پالمیراس اشاره کرد.
وی همچنین در تیم ملی فوتبال زیر ۲۳ سال برزیل بازی کرده است.